# لوک راکهلد
لوک راکهلد (انگلیسی: Luke Rockhold؛ زادهٔ ۱۷ اکتبر ۱۹۸۴) ورزشکار هنرهای رزمی ترکیبی، جودوکار و کشتی‌گیر اهل ایالات متحده آمریکا است. وی از سال ۲۰۰۷ میلادی تاکنون مشغول فعالیت بوده‌است.
او همچنین در فیلم مبارز در قفس بازی کرده‌است.